# Emrah (Sänger)
Emrah Erdoğan (* 1. Januar 1971 in Ergani, Provinz Diyarbakır), auch bekannt unter seinem Künstlernamen Emrah, ist ein türkischer Sänger und Schauspieler kurdischer Herkunft.

## Leben
Emrah verlor seinen Vater im Alter von eineinhalb Jahren. Später zogen die Familie nach Elazığ, da seine Mutter dort Arbeit fand. Während Emrah in Elazığ die Schule besuchte, wurde sein Musiklehrer auf ihn aufmerksam. Zusammen nahmen sie einige Demotapes auf, ehe Emrah Mitte der 80er Jahre berühmt wurde.
Sein erstes Musikalbum Ağam Ağam brachte er 1983 unter dem Namen „Küçük Emrah“ (deutsch Kleiner Emrah) heraus. Nach dem Album Ayrılamam (deutsch: „Ich kann mich nicht trennen“), das sich mehr als 1.500.000 Mal verkaufte, wurde er „Prinz des Arabesk“ genannt. In den 1990er Jahren legte er den Beinamen Küçük ab und fing an, selbst Songs zu schreiben. Zudem wurde seine Musik immer mehr vom Pop beeinflusst.
Mit seinen ersten beiden Alben in den 1990er Jahren konnte er jedoch nicht an die Erfolge seiner vorigen Platten anknüpfen. Das 1991 erschienene Sen Gülünce (deutsch: „Wenn du lächelst“) setzte 350.000 Exemplare ab.
Aufgrund dieser geringeren Verkaufszahlen entschied Emrah, seinen Musikstil zu ändern.
Mit seinem nächsten Album Haydi Şimdi versuchte er sich in der „Fantazi Müzik“, eine Mischung aus Arabesk und Pop. Das Album wurde ein großer Erfolg und verkaufte allein im ersten Jahr 1.100.000 Exemplare. Es war das meistverkaufte Album des Jahres 1993 in der Türkei. Insgesamt wurde Haydi Şimdi über 1.795.000 Mal verkauft und war damit das erfolgreichste Album von Emrah.
Einen weiteren Rekord konnte Emrah mit seinem Konzert im „Inönü Stadion“ im Jahr 1994 verbuchen. Als erster türkischer Künstler schaffte er es, das Stadion mit 50.000 Zuschauern zu füllen.
Nach dem Album Sevdim Mi Tam Severim (deutsch: „Wenn ich liebe, dann liebe ich richtig“), welches nur 300.000 Einheiten verkaufte, trennte Emrah sich von der Plattenfirma Barış & Bayar Müzik und unterschrieb bei Marş Müzik, wo er sein eigenes Plattenlabel gründete. Das erste Album, das dort veröffentlicht wurde, war 1996 Narin Yarim. Das Album war ein großer Erfolg. Es enthält mit Narin Yarim, Götür Beni Gittiğin Yere (deutsch: „Nimm mich mit wohin du gehst“) und Unutabilsem (deutsch: „Wenn ich vergessen könnte“) 3 Songs die es auf das Best-of-Album schafften.
Im Mai 1998 erschien sein 15., ebenfalls erfolgreiches Album Dura Dura. Der Clip zum Song Dura Dura brachte ihm eine Nominierung bei den Kral Türkiye Müzik Awards. Mit „Belalım Benim“ (deutsch: mein Ärgernis) enthält das Album einen von Emrahs größten Hits überhaupt.
Sein 17. Studioalbum Ar+ı, das 2002 erschien, war erneut eines der meistverkauften Alben des Jahres. Es wurde von der MÜ-YAP für besondere Verkaufserfolge ausgezeichnet.
Mit dem Album Kusursuzsun (deutsch: du bist makellos) brachte er im Jahr 2004 ein Album heraus, das sich sehr von seinen bisherigen unterschied. Moderne Pop-Songs beherrschen das Album, Arabeske-Titel sucht man vergeblich. Obwohl Emrah mit seinen Alben Kusursuzsun und Dön (deutsch: kehr zurück) aus dem Jahr 2005 durchgehend sehr gute Kritiken erhalten hat, sind viele seiner Fans enttäuscht von der neuen Musik ihres Stars. Das zeigen auch die geringen Verkaufszahlen der beiden Alben: Von Kusursuzun wurden nur 185.000 und von Dön nur 100.000 Exemplare verkauft.
Im September 2006 erschien erstmals eine Maxi-Single von Emrah. Das „Mini-Album“ namens Adın Ne Senin (deutsch: wie ist dein Name) war mit knapp 40.000 verkauften Exemplaren verhältnismäßig erfolgreich für eine Single.
Im Laufe seiner inzwischen 28-jährigen Karriere kann Emrah auf unzählige Hits zurückblicken, wie z. B.: Yaralı (verwundet), Boynu Bükükler (die Geschundenen), Ben Yetim (ich bin ein Mündel), Ayrılamam (ich kann mich nicht trennen), Vurmayın, Seninle İlk Defa (das erste Mal mit dir), Haydi Şimdi Gel, Unutabilsem u. a. Sein beliebtestes Stück ist aber wohl Belalım Benim.
Am 13. November 2007 erschien sein erstes Best-of-Album. Es beinhaltet 14 seiner größten Hits, die Emrah im Studio neu eingesungen hat.
Mit dem Album Yelpaze von 2008 experimentierte Emrah erstmals mit R&B. Bis Ende des Jahres verkaufte es sich jedoch nur 25.000 Mal und ist das am wenigsten verkaufte Album des Sängers.
Nach drei Jahren Abwesenheit setzte Emrah seine Musikkarriere mit seinem 22. Studioalbum Terzinin Oğlu (des Schneiders Sohn) fort.
Für die Promotion des neuen Albums ließ sich der Sänger etwas Besonderes einfallen: Als erster türkischer Künstler stellte Emrah seine neuen Songs auf einem Dampfschiff zwischen zwei Kontinenten vor.  Der Fernsehsender TRT übertrug das Ereignis in 42 Länder.
Das Album, welches am 5. Juli 2011 veröffentlicht wurde, ist deutlich erfolgreicher als die letzten vier Alben des Sängers. Die erste Auflage. von „Terzinin Oğlu“ war bereits nach 50 Minuten ausverkauft. Innerhalb der ersten drei Wochen wurden mehr als 100.000 Exemplare des Albums verkauft.

## Schauspielkarriere
Bereits im Alter von dreizehn Jahren stand Emrah erstmals vor der Kamera. In seinen Filmen singt er oft auch Songs, die auf seinen Alben zu finden sind. Zu den Filmen Yaralı, Boynu Bükükler, Acıların Çocuğu, Ayrılamam und Vurmayın gibt es jeweils einen gleichnamigen Track. Mit Yalnız Güneş Şahitti drehte Emrah im Jahr 1994 seinen vorerst letzten Film.
Ähnliche Erfolge wie mit seiner Musik und seinen Filmen konnte Emrah erstmals 1996 mit einer Fernsehserie erzielen. In Unutabilsem spielte er die Hauptrolle in einer der erfolgreichsten türkischen Fernsehserien. Die Musik zur Serie sang Emrah selbst. Das Stück Unutabilsem ist auf seinem Album Narin Yarim zu finden.
2002 konnte der Schauspieler wiederum einen großen Fernseh-Hit mit Kınalı Kar landen. Auch diesmal sang er den selbst geschriebenen und komponierten Song.
Zwei Jahre später spielte Emrah die Hauptrolle in Büyük Yalan. Hier allerdings sang er den Track Büyük Yalan beim Opening nicht selbst. Nur auf dem Album Dön ist das Lied von Emrah selbst zu hören.
Im Jahr 2006 spielte Emrah erneut die Hauptrolle in einer Fernsehserie; Adak wurde jedoch wegen Unstimmigkeiten zwischen dem TV-Sender und der Produktionsfirma nach nur zehn Folgen abgesetzt.
Im September 2007 spielte Emrah in der Serie Oğlum İçin neben Fatma Girik die Hauptrolle. Der Soundtrack zur Serie stammt wiederum von Emrah selbst. Der Song Yüreğim Paramparça wird beim Opening von Gülay gesungen. Die Serie wurde aufgrund geringer Einschaltquoten nach neun Folgen abgesetzt.
Zwei Jahre später, im September 2009 spielte Emrah in der Serie Hicran Yarası mit. Erstmals spielte er bei einer Serie nicht von Beginn an mit, sondern stieg erst in der 26. Folge ein.
Emrah komponierte für die Serie den Song Hicran Yarası, das ab der 26. Folge als Opening diente. Die Serie war erfolgreicher als die letzten beiden, in denen Emrah mitspielte.

## Sonstiges
- Emrah hat einen unehelichen Sohn namens Tayfun. Die Mutter des Kindes, Ebru Çolak, reichte am 2. April 1992 eine Klage gegen Emrah ein, um die Vaterschaft des Sängers zu beweisen. Nach einem von Gericht verordneten Vaterschaftstests erkannte er die Vaterschaft für Tayfun schließlich an. Jedoch zog sich das Verfahren über neun Jahre hin, da Emrah mehrmals die Aufforderung zu einem Vaterschaftstest ignorierte. Emrah selbst beteuerte, dass der Grund, weshalb er sich weigerte, den Test zu machen, nichts mit Tayfun zu tun habe. Es gehe ihm um die Tatsache, dass Ebru Çolak ihn vor Gericht zerrte, um auf diese Weise an sein Geld zu kommen.[10]
- Im Mai 2007 gewann Emrah den Gerichtsstreit gegen Mustafa Hakan Yıldız. Dieser hatte im Jahr 2000 unter dem Namen „Emral“ ein Album veröffentlicht. Nicht nur Yıldızs Künstlername ähnelte dem von Emrah. Auch Frisur, Kleidungsstil und Stimme wiesen große Ähnlichkeiten auf. Emrah İpek warf Mustafa Hakan Yıldız vor, sein Aussehen und Namen zu kopieren, um mehr Aufmerksamkeit zu erlangen. Nach einem siebenjährigen Verfahren gab das Gericht Emrah recht und verurteilte Mustafa Hakan Yıldız alias „Emral“ zu einer Geldstrafe von 511.000 YTL, umgerechnet etwa 290.000 Euro.[11]
- 2007 wurde Emrah Inhaber eines Fitness- und Wellness-Studios namens SportEM.[12]
- Die Veröffentlichung seines Albums Terzinin Oğlu war ursprünglich für den 14. Februar 2011 geplant. Jedoch wurde im Januar in Emrahs Tonstudio eingebrochen. Unter dem Diebesgut befanden sich neben den Computern und Mischpulten auch die Aufnahmen für das Album und Songs, die Emrah für andere Künstler geschrieben hatte.[13]
- Nach einer dreijährigen Beziehung heiratete Emrah Mitte 2014 Sibel Kirer. Ende Dezember 2014 bekam das Paar einen Sohn namens Elyesa.

## Diskografie

### Alben
- 1983: Ağam Ağam (Mein Herr, Mein Herr)
- 1984: Gülom (Meine Gülo)
- 1985: Yaralı (Verwundet)
- 1986: Boynu Bükükler (Die den Kopf senken)
- 1987: Ayrılamam (Ich kann mich nicht trennen)
- 1988: Selam Sevdiklerime (Gruß an die, die ich liebe)
- 1988: Neşeliyim (Bin fröhlich)
- 1989: Sevdim (Habe geliebt)
- 1990: Hoşgeldin Gülüm (Herzlich Willkommen meine Rose)
- 1991: Sen Gülünce (Wenn du lächelst)
- 1992: Bahar Konseri (Frühlingskonzert)
- 1993: Haydi Şimdi (Los, jetzt)
- 1994: Sevdim Mi Tam Severim (Wenn ich liebe, dann richtig)
- 1996: Narin Yarim (Meine Schöne)
- 1998: Dura Dura (Andauernd)
- 2000: Ya Hey (Ya Hey)
- 2002: Ar+ı (Plus)
- 2004: Kusursuzsun (Du bist Makellos)
- 2005: Dön (Kehr zurück)
- 2008: Yelpaze (Fächer)
- 2011: Terzinin Oğlu (Sohn des Schneiders)

### Kompilationen
- 1995: Klasikleri
- 2003: Türküler ve Emrah
- 2007: Best Of Emrah

### Kollaborationen
- 1996: Arabesk'in Prensleri (mit Mahsun Kırmızıgül)

### EPs
- 2006: Adın Ne Senin (Wie heißt du)

### Singles (Auswahl)
- 1996: Narin Yarim
- 1996: Götür Beni Gittiğin Yere

## Fernsehserien
- 1992: Gündüzün Karanlığı (dt. Die Dunkelheit des Tages)
- 1996: Unutabilsem (dt. Wenn ich vergessen könnte)
- 2000: Belalım Benim (dt. Mein Ärgernis)
- 2002: Kınalı Kar (dt. Schnee mit Henna)
- 2004: Büyük Yalan (dt. Die große Lüge)
- 2006: Adak (dt. Das Gelübde)
- 2007: Oğlum İçin (dt. Für meinen Sohn)
- 2009: Hicran Yarası (dt. ~ Der Abschiedsschmerz)
- 2016: Aşk ve Mavi (dt. Liebe und Blau)

## Filme
- 1984: Zavallılar (dt. Die Ärmsten)
- 1985: Acıların Çocuğu (dt. Kind der Schmerzen/des Leidens)
- 1985: Boynu Bükükler (dt. Die den Kopf senken)
- 1986: Acı Lokma (dt. Bitterer Bissen)
- 1986: Ayrılamam (dt. Ich kann mich nicht trennen)
- 1986: Merhamet (dt. Barmherzigkeit)
- 1986: Öksüzler (dt. Waisen)
- 1986: Sefiller (dt. Die Elenden)
- 1987: Vurmayın (dt. Schlagt (mich) nicht)
- 1988: Acı (dt. Schmerz)
- 1988: Es Deli Rüzgâr (dt. Weh' verrückter Wind)
- 1988: Seninle İlk Defa (dt. Mit dir zum ersten Mal)
- 1989: Sevdim (dt. Hab' geliebt)
- 1990: Canevimden Vurdular (dt. Sie haben mir ins Herz geschossen)
- 1991: Hoşgeldin Gülüm (dt. Willkommen meine Rose)
- 1991: İbret (dt. Lehre)
- 1991: Ölesiye Sevmek (dt. Lieben bis zum Tod)
- 1993: Yasak Sokaklar (dt. Verbotene Straßen)
- 1993: Sensiz Olmaz (dt. Nicht ohne dich)
- 1994: Yalnız Güneş Şahitti (dt. Nur die Sonne war Zeuge)
- 1994: Yasak Sokaklar II

## Auszeichnungen
Altın Kelebek
- 1988: Altın Kelebek Award
- 1989: Altın Kelebek Award
- 1998: Altın Kelebek Award in der Kategorie Bester Fantezi-Musiker
- 2002: Altın Kelebek Award in der Kategorie Bester Fantezi-Musiker
- 2010: Altın Kelebek Award in der Kategorie Yılın Olay Şarkısı Ödülü (für den Song des Jahres)

Weitere
- 1986: Tercüman Gazetesi Yılın Erkek Sanatçısı Ödülü [Männlicher Künstler des Jahres]
- 1987: Müzik Magazin Dergisi Yılın Arabesk Yılın Erkek Sanatçısı Ödülü [Männlicher Arabesk-Sänger des Jahres]
- 1988: Müzik Magazin Dergisi Arabesk Yılın Şarkısı Ödülü [Arabesk-Song des Jahres]
- 1988: MGD Altın Objektif Ödülleri [Goldenes Objektiv]
- 1989: En Başarılı Arabesk Erkek Sanatçı Ödülü [Erfolgreichster Arabesk-Sänger des Jahres]
- 1989: Tan Gazetesi Arabesk Müzik Yılın En Başarılı Sanatçısı Ödülü [Erfolgreichster Arabesk-Sänger des Jahres]
- 1990: Tan Gazetesi Yılın Arabesk Müzik Erkek Sanatçısı Ödülü [Männlicher Arabesk-Sänger des Jahres]
- 1991: Oya Dergisi Yılın Arabesk Müzik Erkek Sanatçısı Ödülü [Männlicher Arabesk-Sänger des Jahres]
- 1992: Alo Bilgi 1. Altın Telefon Ödülü [Erstes Goldenes Telefon Award]
- 1992: MGD Altın Objektif Ödülü [Goldenes Objektiv]
- 1993: MGD Altın Objektif Ödülü [Goldenes Objektiv]
- 1993: Haydi Şimdi Albümü Altın Kaset Ödülü [Goldauszeichnung für das Album Haydi Şimdi]
- 1994: Radyo Jest 1. Altın Frekans Yılın En İyileri Ödülü [Erste „Goldene Frequenz“ Auszeichnung für die meistgespielten des Jahres]
- 1996: Altın Objektif Arabesk - Fantazi Yılın Sanatçısı Ödülü [Arabesk/Fantazi-Sänger des Jahres]
- 1997: Televizyon Yıldızları En İyileri Ödülü [Fernsehstars Auszeichnung für die Besten]
- 1997: Arabesk'in Prensi Ödülü [Auszeichnung als Prinz des Arabesk]
- 1997: Hürriyet Televizyon Yıldızları En İyi Fantezi Müzik Ödülü [Auszeichnung für die beste Fantazi/Arabesk Müsik]
- 1998: Antalya Gazeteciler Cemiyeti Yılın En Başarılı Sanatçısı Ödülü [Erfolgreichster Künstler des Jahres]
- 1998: Yakın Doğu Üniversitesi Arabesk/Fantazi Erkek Sanatçısı Ödülü [Auszeichnung als Arabesk/Fantazi Künstler]
- 1998: İstanbul F.M. Geleneksel 5. IFA Yılın Sanatçısı Ödülü [Künstler des Jahres]
- 1998–2000: İstanbul F.M. Geleneksel 6. IFA Altın Ödülü [Goldauszeichnung des Istanbul F.M. „IFA“]
- 1998: Müzik Magazin Yılın Müzik Yıldızlı Oskarları Ödülü [Musik-Oscar des Jahres]
- 2002: Zemin Yıldızları (Usbekistan) Yılın Sanatçısı Ödülü [Künstler des Jahres]
- 2002: Yakın Doğu Üniversitesi Arabesk/Fantazi Erkek Sanatçısı Ödülü [Auszeichnung als Arabesk/Fantazi Künstler]
- 2002: Doğan Koleji Yılın Sanatçısı Ödülü [Künstler des Jahres]
- 2003: Türkiye Müzik Endustirisi (MÜYAP) Albüm satış Başarısı Ödülü [Auszeichnung für erfolgreiche Albumverkaufszahlen]
- 2004: İstanbul F.M. Yılın Sanatçısı Ödülü [Künstler des Jahres]
- 2004: MGD Yılın En İyi Fantazi Müzik Ödülü [Auszeichnung für den besten Sänger für extravagante Musik]
- 2004: Tan Okulları Yılın İyi Erkek Oyuncusu Ödülü [Bester Darsteller des Jahres]
- 2009: MGD Yaşam Boyu Onur Meslek Ödülü [Auszeichnung für sein Lebenswerk]
- 2011: MGD Yaşam Boyu Başarı Ödülü
- 2012: MGD 30.Sanat Yılı Özel Ödülü
- 2012: MGD Yaşam Boyu Meslek Onur Ödülü
- 2012: Kazakistan 8.Eurasia Film Festivali Onur Ödülü
- 2014: MAGAZİNCİ.COM Sosyal Sorumluluk Ödülü (Kadına ve aile içi şiddeti beyaz perdeye  taşıdığı için)(Gelmeyen Bahar filim)
- 2014: MOONLİFE DERGİSİ YILIN EN İYİ SOSYAL SORUMLULUK ÖDÜLÜ
- 2014: MOONLİFE DERGİSİ YAŞAM BOYU MESLEK ONUR ÖDÜLÜ